# Tusitala barbata
Tusitala barbata är en spindelart som beskrevs av Peckham, Peckham 1902. Tusitala barbata ingår i släktet Tusitala och familjen hoppspindlar. Inga underarter finns listade i Catalogue of Life.